# Francesca Inaudi
Pour les articles homonymes, voir Francesca et Inaudi.
Francesca Inaudi née le 8 décembre 1977 à Sienne en Toscane, est une actrice italienne.

## Filmographie
- 2004 : Dopo mezzanotte de Davide Ferrario : Amanda
- 2004 : Giovani talenti italiani : l'épouse
- 2005 : L'uomo perfetto de Luca Lucini : Lucia
- 2005 : L'orizzonte degli eventi : Marta
- 2005 : Don't Tell : Anita
- 2006 : 4-4-2 - Il gioco più bello del mondo : Francesca
- 2006 : Don't Make Any Plans for Tonight : Mariella
- 2006 : Napoléon (et moi) (N (Io e Napoleone)) de Paolo Virzì : Mirella
- 2007 : Viaggio in Italia - Una favola vera (téléfilm) : Margherita
- 2007 : Gli arcangeli de Simone Scafidi : Marlena
- 2006-2008 : Distretto di polizia (série télévisée) : Irene Valli
- 2009 : Question de cœur (Questione di cuore) de Francesca Archibugi : Carla
- 2009 : Generazione mille euro : Valentina
- 2009 : Le Voyage de Lucia (Il richiamo) de Stefano Pasetto (it) : Lea
- 2009 : I, Don Giovanni : Costanza
- 2010 : Crimes (série télévisée) : Melinda
- 2010 : Weddings and Other Disasters : Beatrice
- 2010 : Insula (court métrage) : Bianca Nava
- 2010 : We Believed : Cristina
- 2011 : Women Vs Men : Valeria
- 2011 : Come trovare nel modo giusto l'uomo sbagliato : Sofia
- 2008-2012 : Tutti pazzi per amore (it) (série télévisée) : Maya Marini
- 2012 : A fari spenti nella notte (téléfilm) : Antonia
- 2012 : Never for Love (mini-série) : Silvia
- 2013 : Ci vediamo domani : Flavia
- 2013 : Caro Paolo (court métrage) : la narratrice
- 2013 : La mossa del pinguino de Claudio Amendola : Eva
- 2014 : Three Touches : la femme à l'hôpital
- 2015 : L'amour ne pardonne pas (L'amore non perdona) de Stefano Consiglio (it) : Maria Ida
- 2015 : Florence Fight Club
- 2015 : Solo per il weekend : Alice
- 2016 : Come fai sbagli (mini-série) : Valeria Spinelli
- 2014-2016 : Una pallottola nel cuore (série télévisée) : Maddalena
- 2016 : Inferno une guide touristique